# Восьминіжка (фільм)
«Восьминіжка» — 13-й фільм про англійського суперагента Джеймса Бонда. Екранізація однойменного роману Яна Флемінга.

## Сюжет
Агент 009 ціною власного життя доставляє в резиденцію англійського посла в Східній Німеччині яйце Фаберже. Яйце виявляється підробкою. M підозрює, що Радянський Союз продає коштовності на аукціонах, щоб профінансувати свої проєкти на Заході. Бонд вирушає на аукціон Сотбі, де виставляється справжнє яйце, щоб виявити продавця, але натомість знаходить людину, яка за будь-яку ціну бажає придбати його, — арабського принца у вигнанні Камаль-Хана. Бонд непомітно підмінює справжнє яйце фальшивкою.
Після цього Бонд вирушає до Індії, щоб з'ясувати наміри Кхана. Після того, як Бонд виграє у Камаля 200 тисяч рупій у кості, Камаль вирішує, що Бонд є серйозною небезпекою. Люди принца схоплюють Бонда і замикають у палаці. Вночі до палацу Камаля прилітає російський генерал Орлов. Бонд підслуховує їхню розмову, але так і не дізнається про їхні головні наміри.
Утікши, Бонд виходить на таємничу красуню на прізвисько Восьминіжка, символ якої він бачив у палаці Камаля. Бонд вирішує зробити їй візит і дізнається, що її боїться і не сміє заперечувати навіть Камаль. Восьминіжка пропонує Бондові пожити на її острові. Камаль наймає вбивць, щоб ті вбили 007. Восьминіжка признається, що займається разом із Камалем контрабандою коштовностей, але й сама веде свій бізнес, утримуючи цирк, який їздить в усьому світі. Після сутички з найманцями Бонд тікає, а Восьминіжка вважає його загиблим.
За кілька днів Бонд вирушає до Східної Німеччини, де виступає з гастролями цирк Восьминіжки. Прокравшись у службовий вагон цирку, він дізнається про страшний план Камаль-Хана і Орлова. Божевільний і амбітний російський генерал має намір підірвати атомну бомбу просто на арені цирку, спорудженій на території американської військової бази в Західній Німеччині, і тим самим ослабити і захопити всі Європейські держави…

## У ролях
- Роджер Мур — Джеймс Бонд
- Девід Мейер — Мішка (перший трюкач-близнюк)
- Ентоні Мейер — Грішка (другий трюкач-близнюк)
- Джефрі Кін — Фредерік Грей (міністр оборони)
- Вальтер Готелл — Генерал Гоголь
- Єва Рубер-Стейєр — Рублевіч (асистентка Гоголя)
- Дуглас Вілмер — Джим Фаннінг
- Роберт Браун — M
- Лоїс Максвел — Міс Маніпенні
- Десмонд Ллевелін — Q
- Мод Адамс — Восьминіжка
- Луї Журдан — Камал Кхан
- Крістіна Вейборн — Магда
- Кабір Беді — Гобінда
- Стівен Беркофф — Генерал Орлов
- Віджей Амрітрай — Віджей